# Afritada

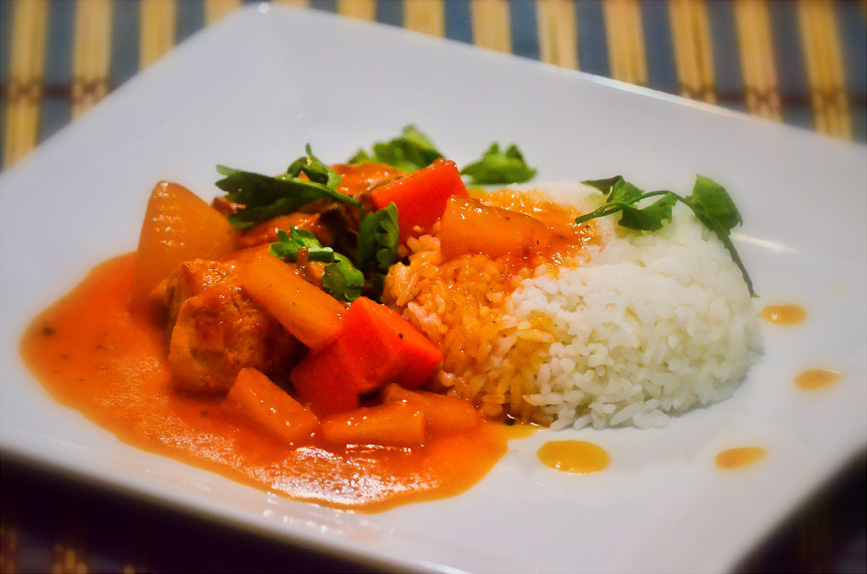
Frango Afritada com arroz branco com petiscos de abacaxi (Filipinas).

Para outros significados de fritada, veja Fritada
Afritada é uma preparação típica da culinária das Filipinas, que tem duas versões, com galinha e com carne de porco. Em ambas, a carne é primeiro salteada e só depois se juntam vegetais e condimentos e se deixa guisar. Tal como muitos pratos deste país, ou o nome ou a própria preparação foram introduzidos pelos colonos espanhois. 
Para a afritada de galinha, depois de dourar a galinha e reservá-la, refoga-se cebola e alho e volta a juntar-se a galinha (na receita que se encontrou, junta-se também “hotdogs” cortados em pedaços) e, depois desta tomar o gosto do refogado, molho de tomate (ou tomate em puré), caldo-de-galinha e folhas de louro e deixa-se estufar. Junta-se batata e cenoura cortadas e deixam-se cozer; a seguir, pimento cortado, ervilhas, sal, açúcar e pimenta preta e deixa-se apurar. Serve-se com arroz branco. 
A carne usada para a afritada de porco é da barriga (entremeada) ou da coxa, é cortada em pequenos pedaços e temperada com sal. Numa caçarola, fritam-se sementes de “annatto” (urucum) ou “atsuwete” até o óleo ficar vermelho escuro e frita-se nesse óleo o porco, depois de retirar as sementes. Junta-se cebola, alho, tomate, folhas de louro e deixa-se estufar em fogo brando. Juntam-se cenouras e batatas cortadas e deixam-se cozinhar, mexendo com frequência, para evitar que queimem; a seguir, juntam-se ervilhas e finalmente pimento cortado. Pode aumentar-se o líquido com pasta de tomate diluída em água e sal. Serve-se com arroz branco. 